# 岡村洋輝
岡村 洋輝（おかむら ひろき、1998年12月6日 - ）は、日本の男子バドミントン選手。

## 経歴
出身は北海道。高校は埼玉栄高校に進む。高校では同世代の渡邉航貴とダブルスを組む。全国高校選抜では個人戦ダブルスと団体戦を優勝し2冠を達成するなどの成績を残した。
高校卒業後、2017年に日本ユニシス（現BIPROGY）に入社。社会人となってからは小野寺雅之とペアを組み、2019年のカナダ・オープン準優勝などの成績を残した。

### 2023年
2023年からは、1個歳上の三橋健也と新たにペア組む。
9月のベトナム・オープンで優勝。BWFワールドツアー初タイトル獲得となった。
10月のインドネシア・インターナショナルチャレンジでは、決勝で韓国の奇東柱 / 金載煥を破って優勝。
翌週のインドネシア・マスターズ (スーパー100)では、決勝でチュン・ホンジャン / ムハマド・ハイカルを破って優勝した。
11月のジャパン・マスターズでは、1回戦で世界ランク9位のヘンドラ・セティアワン / モハマド・アッサンをストレートで破る。2回戦では、世界ランク6位で世界王者の姜敏赫 / 徐承宰をストレートで破り、準々決勝に進出した。準々決勝では、中国の何濟霆 / 任翔宇に敗れベスト8となった。

### 2024年
8月のジャパン・オープンでは、2回戦で五輪2連覇の王齊麟と邱相榤のペアを相手に、7-21, 23-21, 24-22の大接戦で勝利。